# Шкиперский канал
Шки́перский канал — канал в Санкт-Петербурге, связывает Галерную гавань с Невской губой.

## История
Проложен в 1721—1723 годах в западной части Васильевского острова по проекту архитектора Доменико Трезини, назван по находившейся в этом районе слободе шкиперов. В 1750—1751 годах молы Шкиперского канала были облицованы известняком. В 1754 году кроншпицы («подзорные сторожевые башни») у выхода канала в Невскую губу по проекту архитектора М. А. Башмакова (по другим данным — Саввы Ивановича Чевакинского) были перестроены в камне. В 1808—1812 году по проекту архитектора А. Д. Захарова нижний ярус канала был облицован гранитом, устроены спуски из известняка.

## Географические сведения
Длина 450 м, ширина около 30 м.
Ныне используется в спортивных целях и как зона отдыха.

## Достопримечательности
- Кроншпицы Галерной гавани
- Шкиперский мост (в створе улицы Шкиперский проток), сооружён на месте деревянного в 1997 году из металлических конструкций.

## Галерея
- Выход Шкиперского канала в Галерную гавань
- Шкиперский мост
- Кроншпицы при выходе Шкиперского канала в Невскую губу